# Немчинская, Раиса Максимилиановна
Раиса Максимилиановна Немчинская (урожд. Ахаткина; 25 февраля 1912 — 3 марта 1975) — советская цирковая артистка, воздушная гимнастка, народная артистка РСФСР (1971).

## Биография
Раиса Максимилиановна Немчинская (Ахаткина) родилась 25 февраля 1912 года в Тамбове в семье полковника русской армии (позже командира Красной армии). С 1923 года жила в Воронеже, где окончила школу, занималась гимнастикой в спортивном кружке Дворца труда у М. И. Паршина, брала уроки балета и музыки. В 1929 году начала выступать в Народном доме и Художественном (бывшем Семейном) саду Воронежа (совместно с Н. Бутыриным и И. Золототрубовым).
В 1929 году была принята в труппу А. В. Корелли, выступала в номере «Летающие бабочки», однако вскоре во время репетиции упала на манеж и получила серьёзные травмы. К счастью, артистка смогла восстановиться и вернуться в цирк. В 1934—1941 годах работала в дуэте с мужем И. Б. Немчинским, создали номер «Воздушные гимнасты на светящемся полумесяце». После ухода мужа на войну в 1941 году стала работать самостоятельно.
Первая советская воздушная гимнастка, выступавшая на трапеции под парящим в воздухе вертолетом. Ей посвящён документальный фильм «Раиса Немчинская — артистка цирка» (1970).
Погибла 3 августа 1975 года в Днепропетровске во время представления, похоронена в Москве на Введенском кладбище рядом с мужем (19 уч.).

### Семья
- Муж — воздушный гимнаст, борец, режиссёр цирка Изяслав Борисович Немчинский (Немец-Немчинский[1][2], 1904—1951), уроженец Кременчуга[3], работал в дуэте с женой. В 1941 году ушёл добровольцем на фронт, служил помощником начальника разведотделения 308-го стрелкового полка Грозненской отдельной стрелковой дивизии ВВ НКВД СССР, младший лейтенант, награждён орденом Красной Звезды (1943), медалями. Его брат — эстрадный артист Георгий Немчинский.
- Сын — Максимилиан Изяславович Немчинский (род. 1935), заслуженный деятель искусств России. Доктор искусствоведения, профессор ГИТИСа, академик Академии гуманитарных наук, историк цирка, автор книг и статей по истории и методологии циркового искусства.

## Награды и премии
- Заслуженная артистка РСФСР (15.10.1958)[4].
- Народная артистка РСФСР (1971).